# سووبودنی، آدیغیه
سووبودنی (به لاتین: Svobodny) یک منطقهٔ مسکونی در روسیه است که در شهرستان کراسنوگواردیسکی، آدیغیه واقع شده‌است.